# Lamprodila
Lampra, Scintillatrix
Genre
Synonymes
- Lampra Lacordaire, 1832 nec Huebner, 1821

- Scintillatrix Obenberger, 1956

Lamprodila est un genre d'insectes coléoptères de la famille des Buprestidae et de la  sous-famille des Chrysochroinae.

## Synonymie
Selon BioLib (14 févr. 2015) :
- Lampra Lacordaire, 1832 nec Huebner, 1821
- Scintillatrix Obenberger, 1956

## Espèces
Ce genre comprend beaucoup d'espèces et bien des synonymes répertoriés dans BioLib et WorldCat.

### Espèces européennes
Selon Fauna Europaea (25 mars 2023) : Lamprodila est synonyme du sous-genre Ovalisia (Scintillatrix)
- Lamprodila achaica
- Lamprodila dives
- Lamprodila gloriosa
- Lamprodila mirifica
- Lamprodila rutilans
- Lamprodila solieri

## Espèces fossiles
Selon Paleobiology Database en 2023, il existe une seule espèce fossile référencée :
- †Lamprodila gautieri Bruyant 1902

## Galerie

Quelques espèces vivantes du genre Lamprodila.
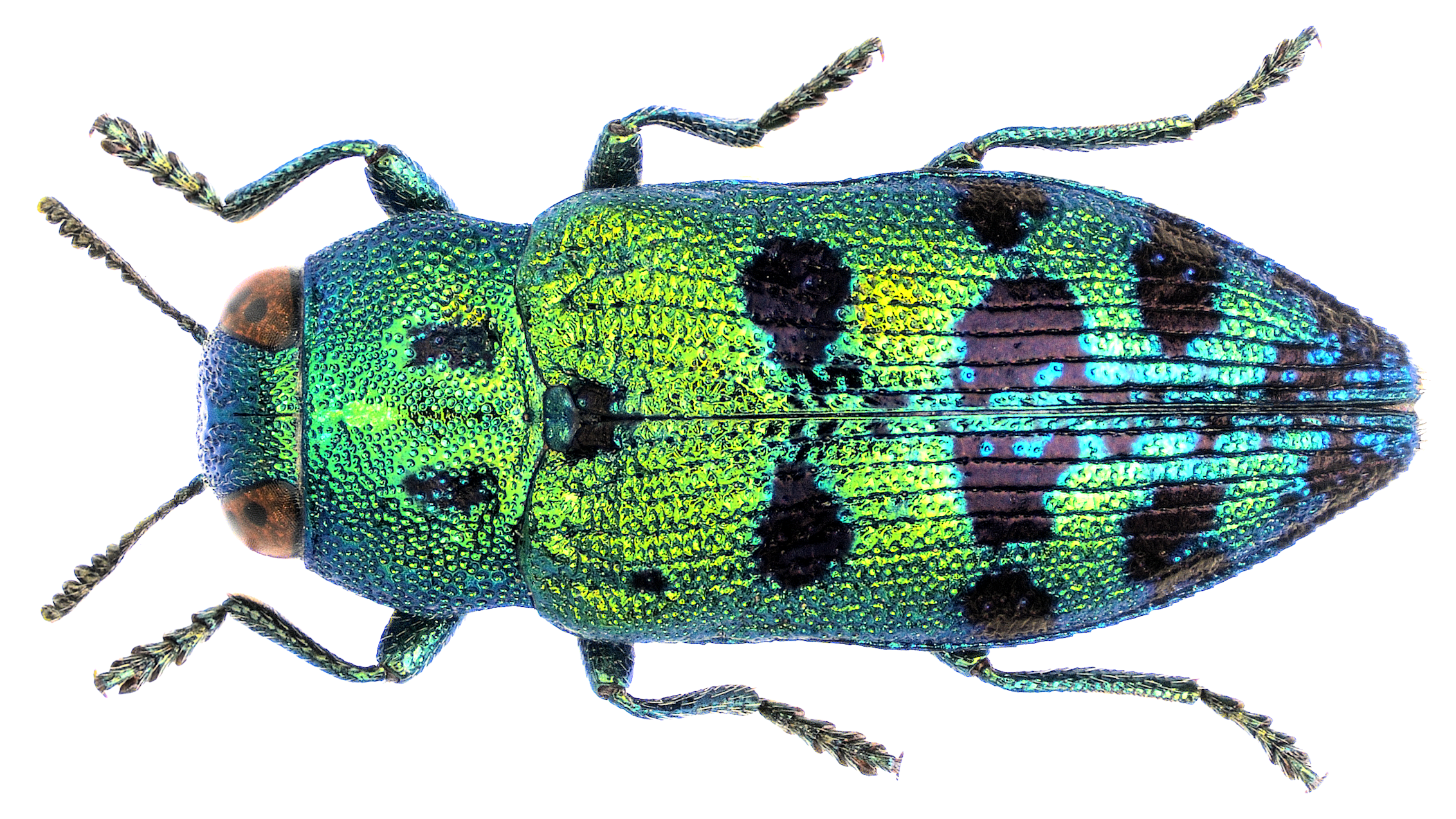
Lamprodila festiva.
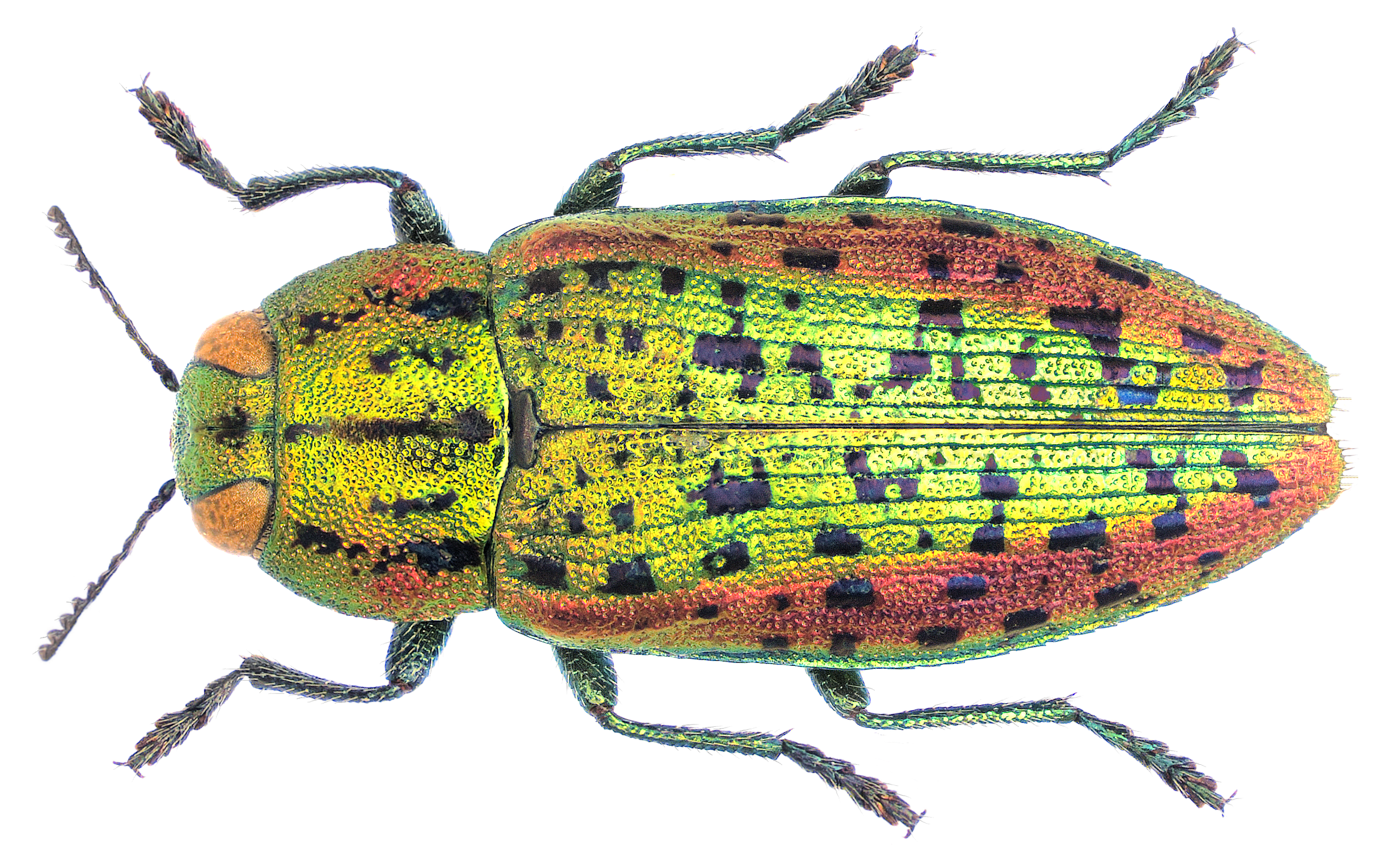
Lamprodila gloriosa.
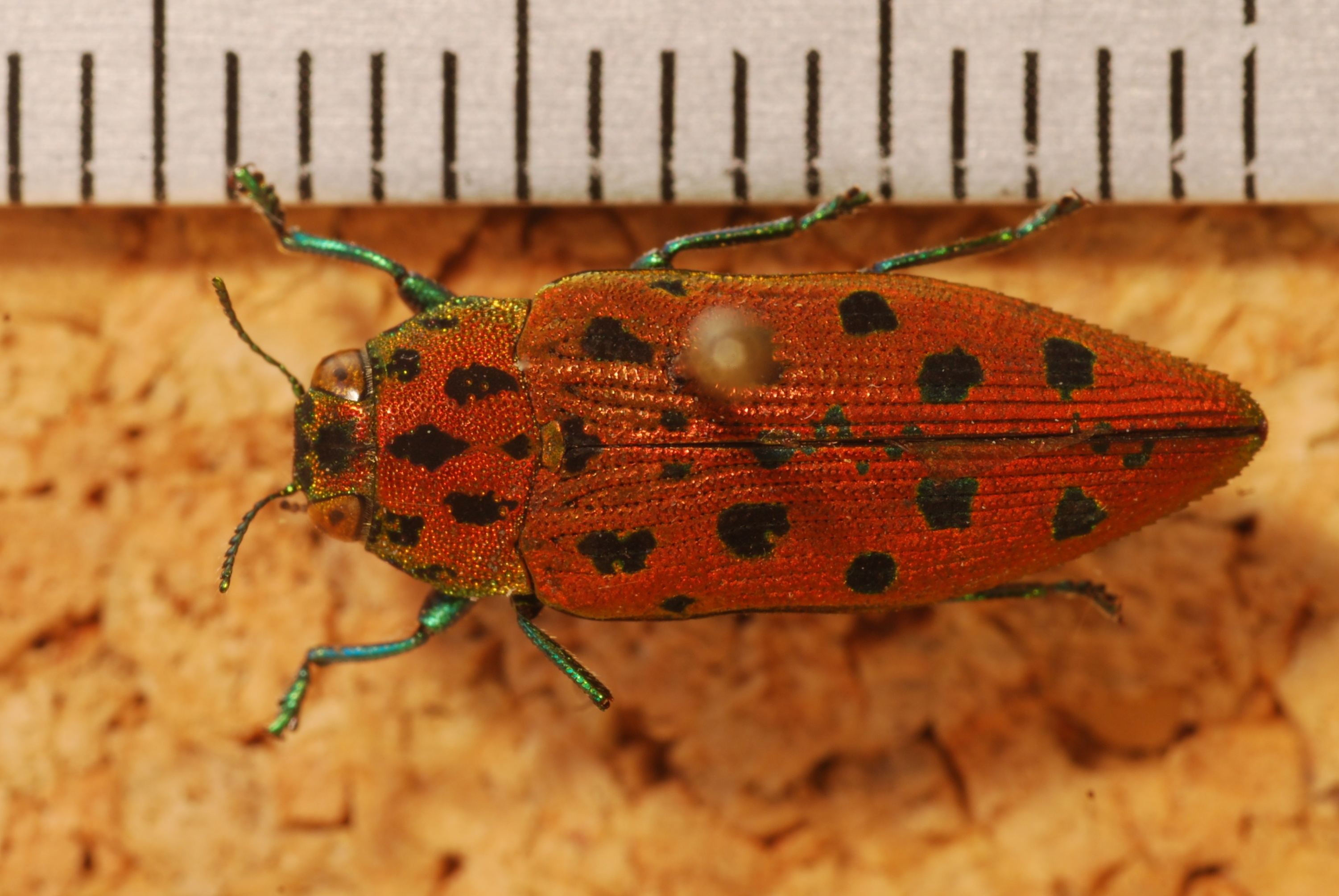
Lamprodila leoparda.
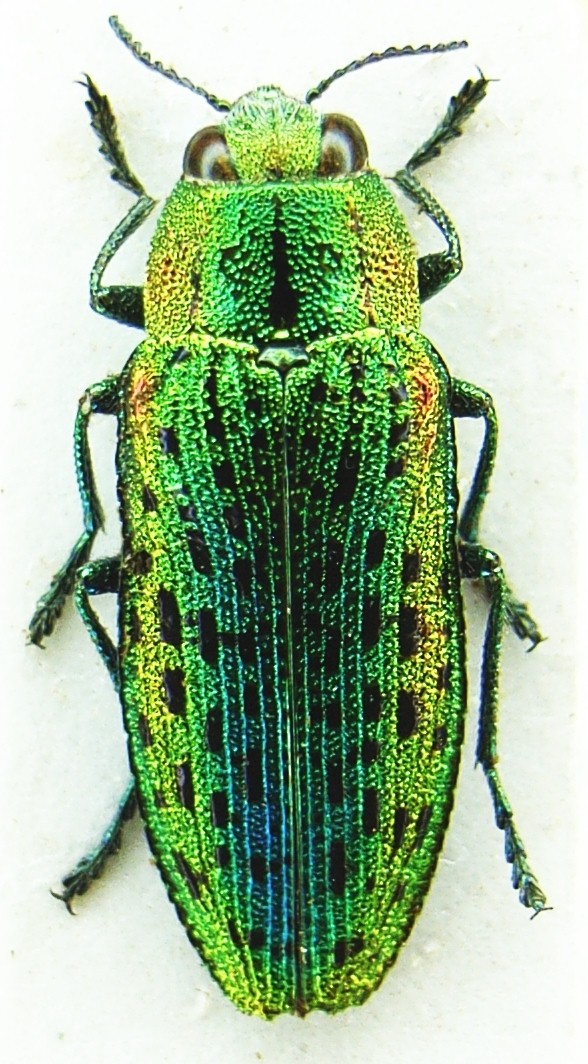
Lamprodila mirifica.
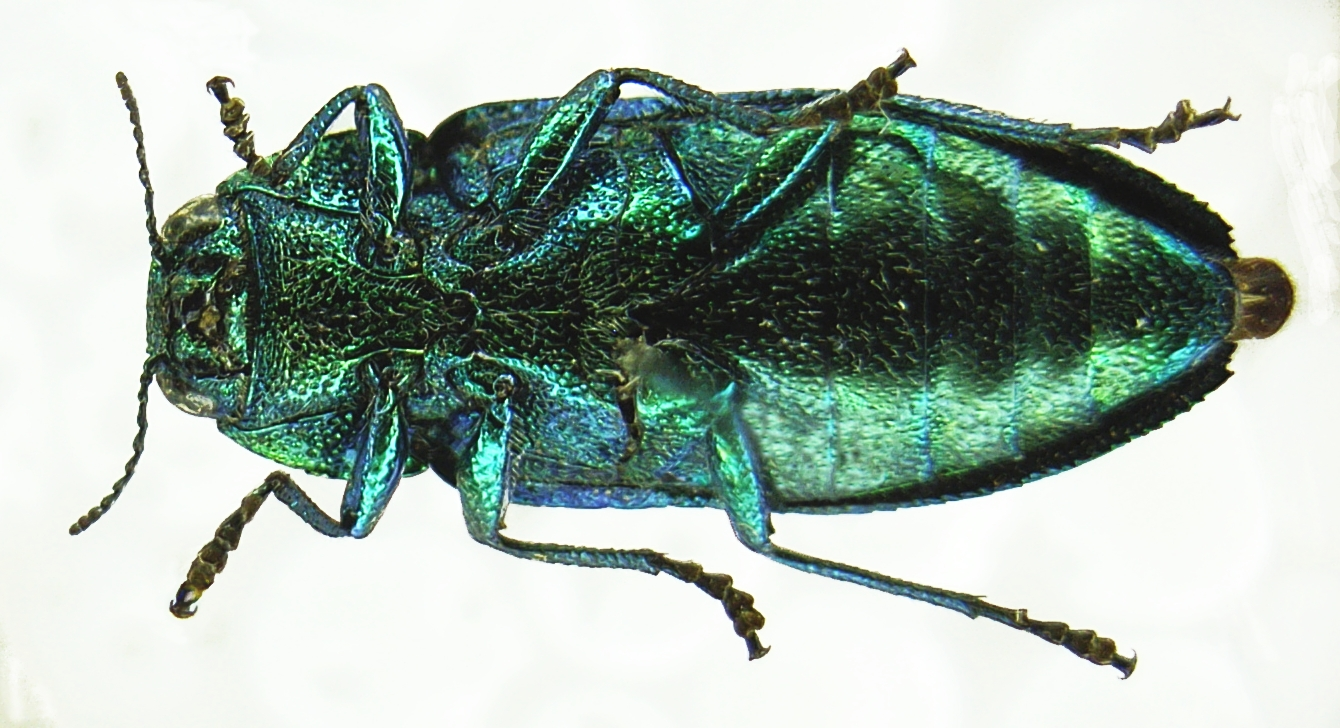
Lamprodila rutilans.
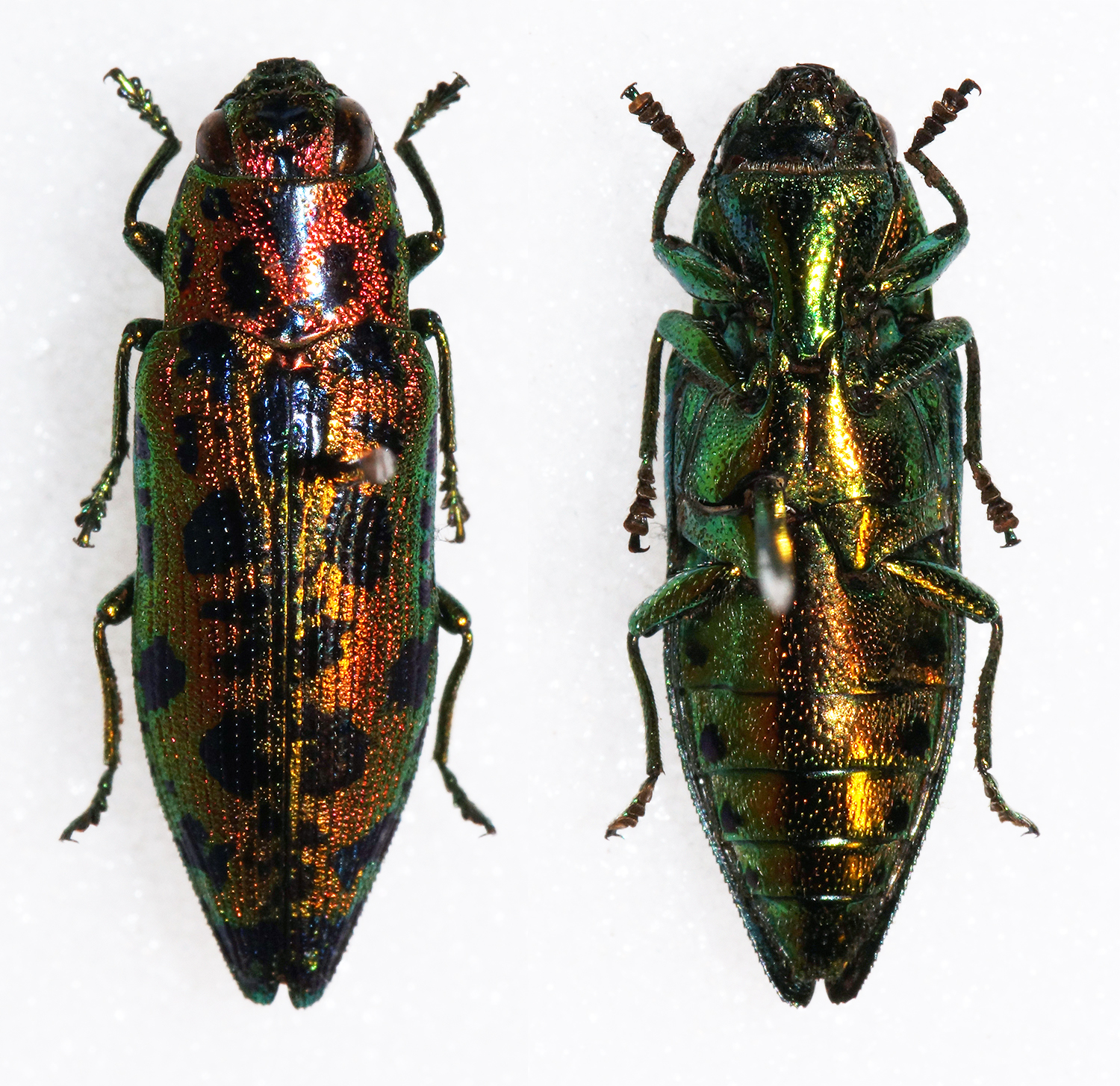
Lamprodila sarrauti.